# Opel Grandland
Le Grandland est un SUV compact produit par le constructeur automobile allemand Opel.
La première génération sort en 2017 sous le nom de Grandland X avant de devenir Grandland en 2021. La seconde génération est présentée en 2024.

## Première génération
Le Grandland X (devenu Grandland à partir de 2021) est commercialisé à partir de septembre 2017. Il est construit sur la base commune aux Peugeot 3008 II et Citroën C5 Aircross.

### Présentation
Le Grandland X est officiellement dévoilé le 18 avril 2017 en avant-première du salon de Francfort 2017 pour être commercialisé fin 2017. Il est assemblé dans l'usine PSA de Sochaux aux côtés de ses cousins du Groupe PSA.
À compter de 2019, la production commence également en Allemagne dans l'usine Opel d'Eisenach en raison de la saturation des capacités du site de Sochaux. L'ensemble de la production est progressivement transférée en Allemagne. En avril 2021, l'usine sochalienne cesse d'assembler le Grandland.

Opel Grandland X
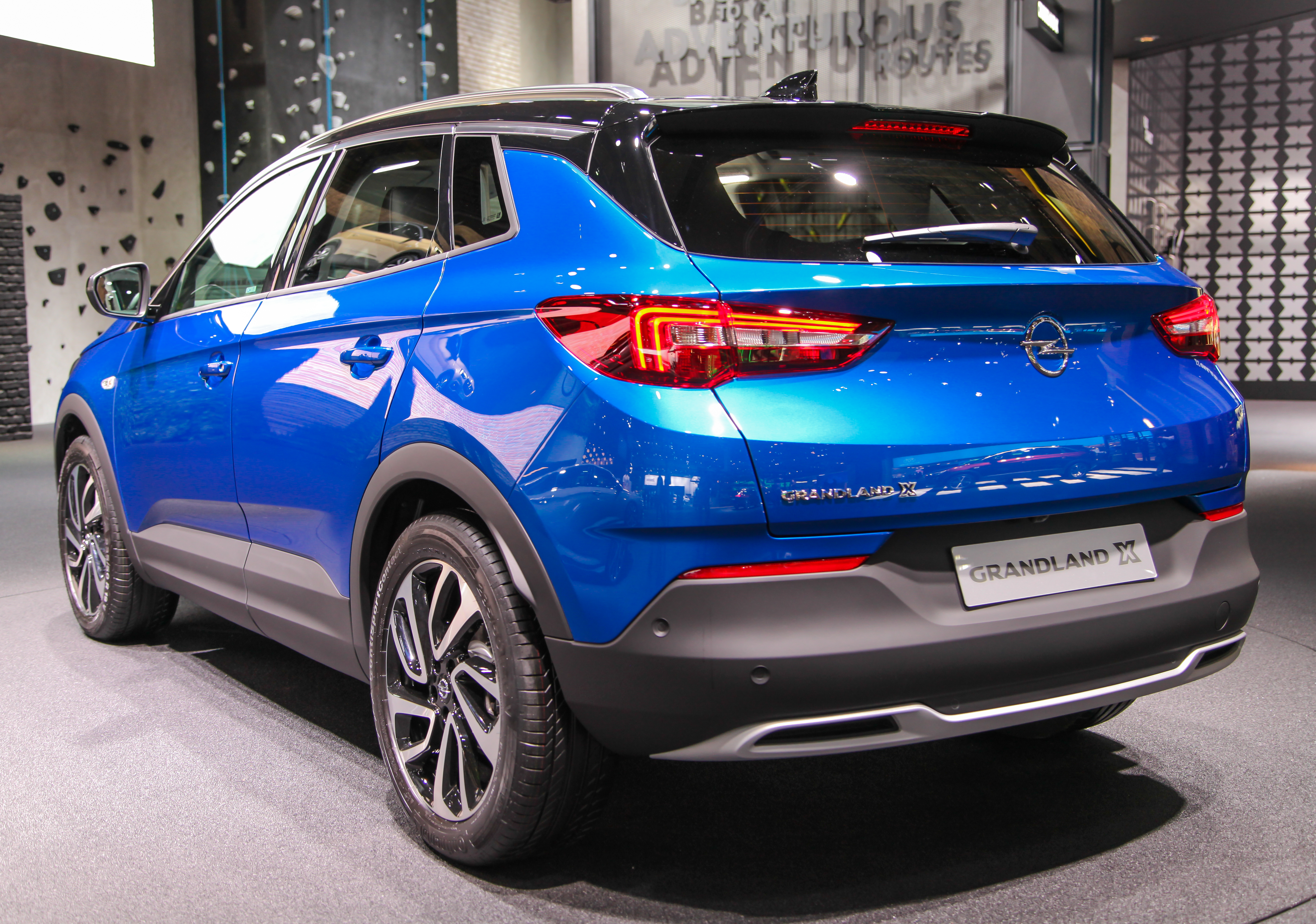
Vue de l'arrière
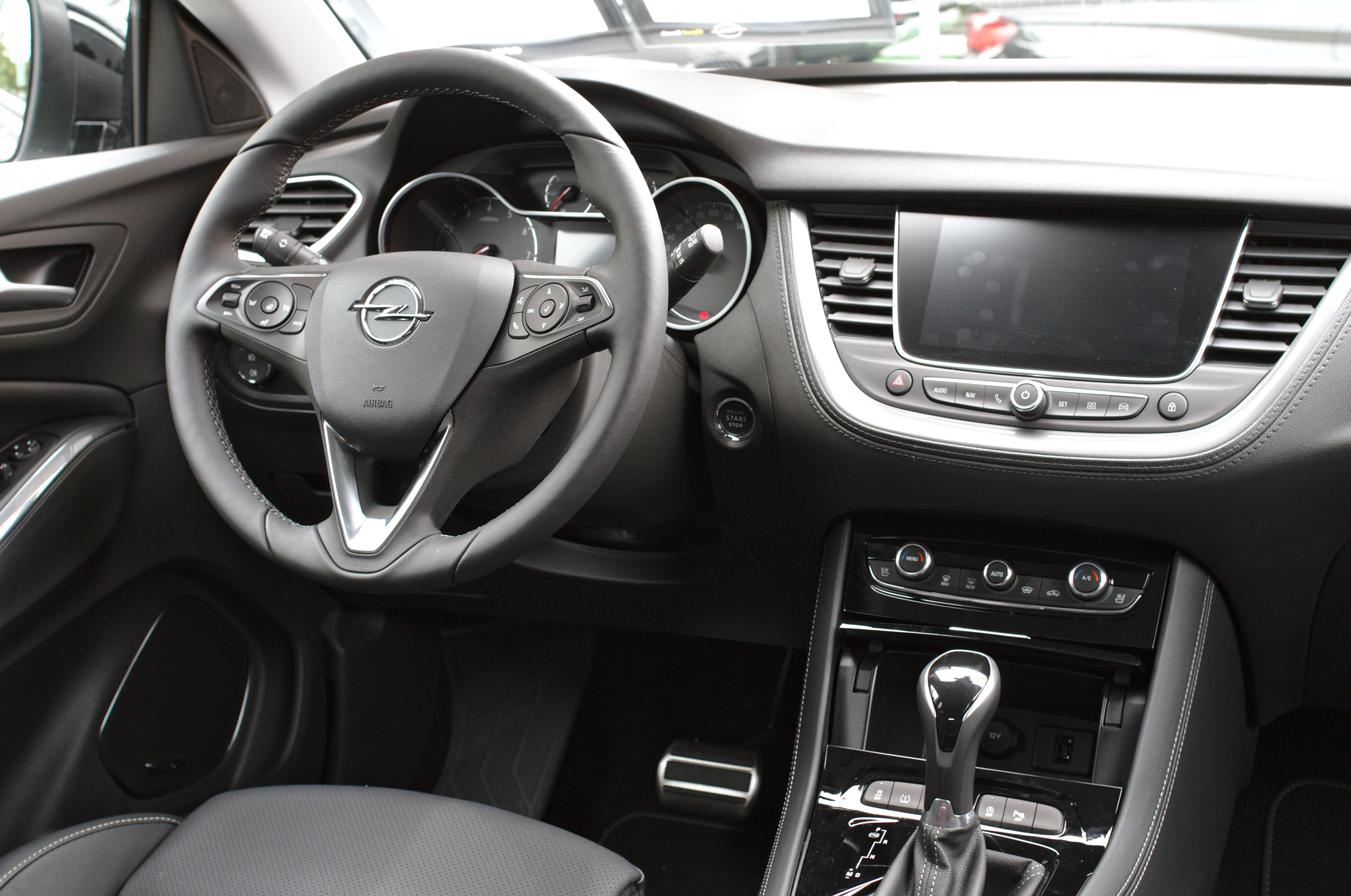
Intérieur
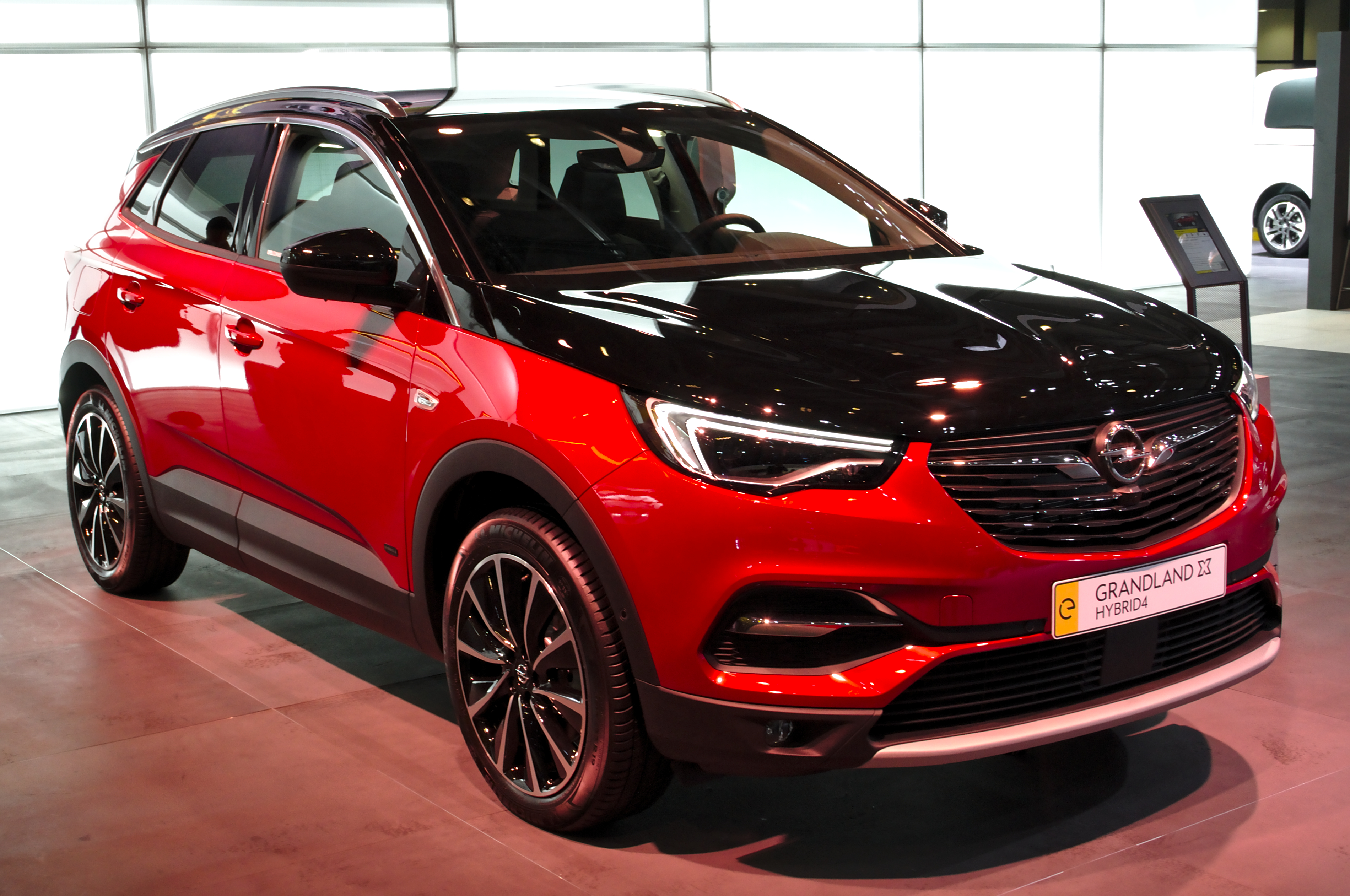
Opel Grandland X Hybrid4

#### Phase 2
Le Grandland restylé est présenté en 2021, et perd le « X » dans son nom. Il reçoit la nouvelle calandre baptisée « Vizor » comme les Crossland et Mokka du même constructeur.
Le Grandland restylé peut être équipé, notamment, des phares IntelliLux Pixel Light à LED, et d'une assistance à la vision nocturne active jusqu'à 100 m de distance.
À la suite de la pénurie des semi-conducteurs, l'usine d'Eisenach est fermée pour plusieurs mois à partir d'octobre 2021. La production (en phase 1) est assurée par Sochaux le temps de l'interruption de production à Eisenach. L'assemblage de la phase 2 ne démarre qu'en janvier 2022, à la réouverture du site d'Eisenach.
Ce restylage est « une refonte complète, la plus ambitieuse chez Opel à ce jour », d'après le constructeur allemand.

Opel Grandland
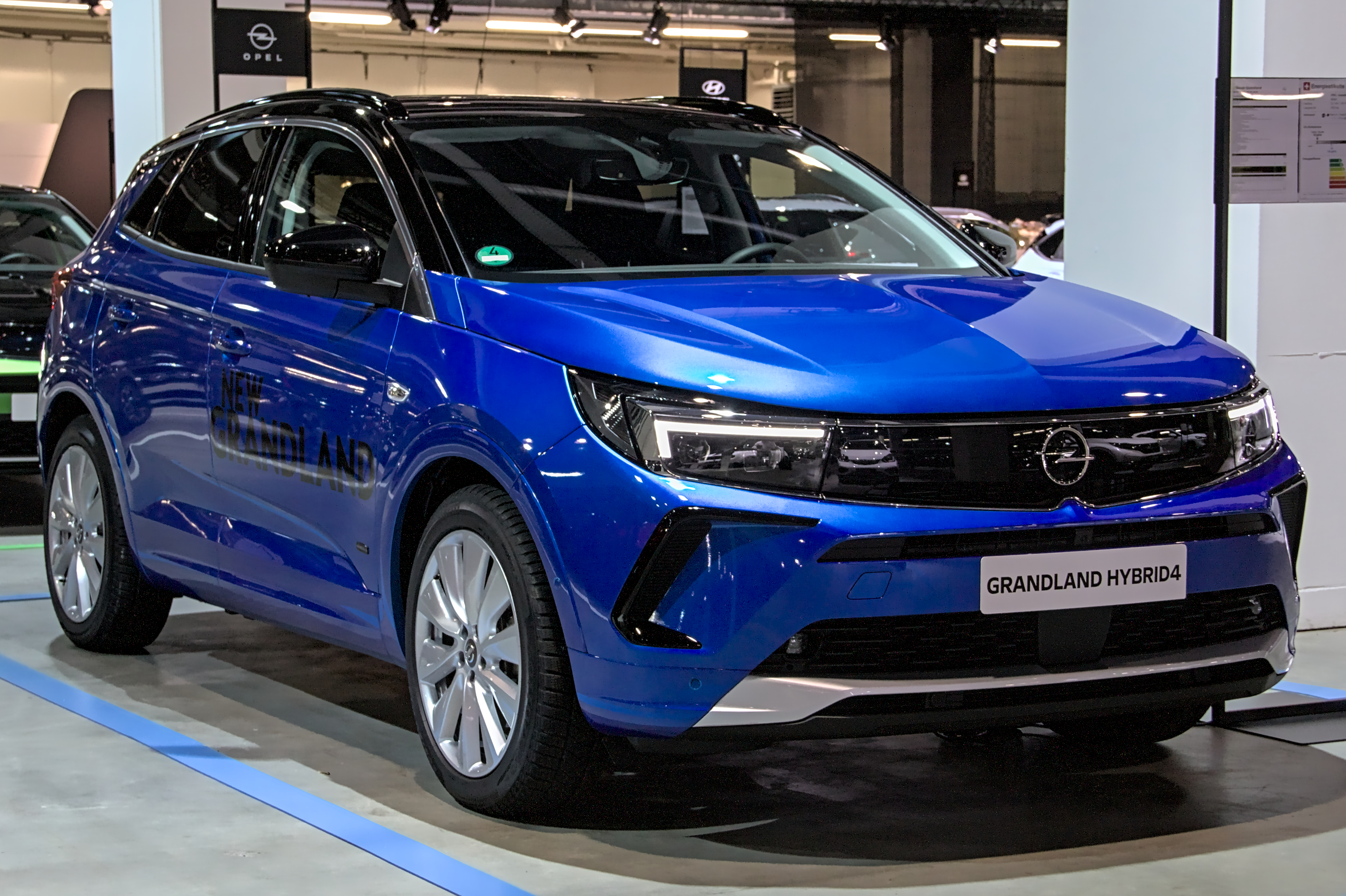
Vue de l'avant.
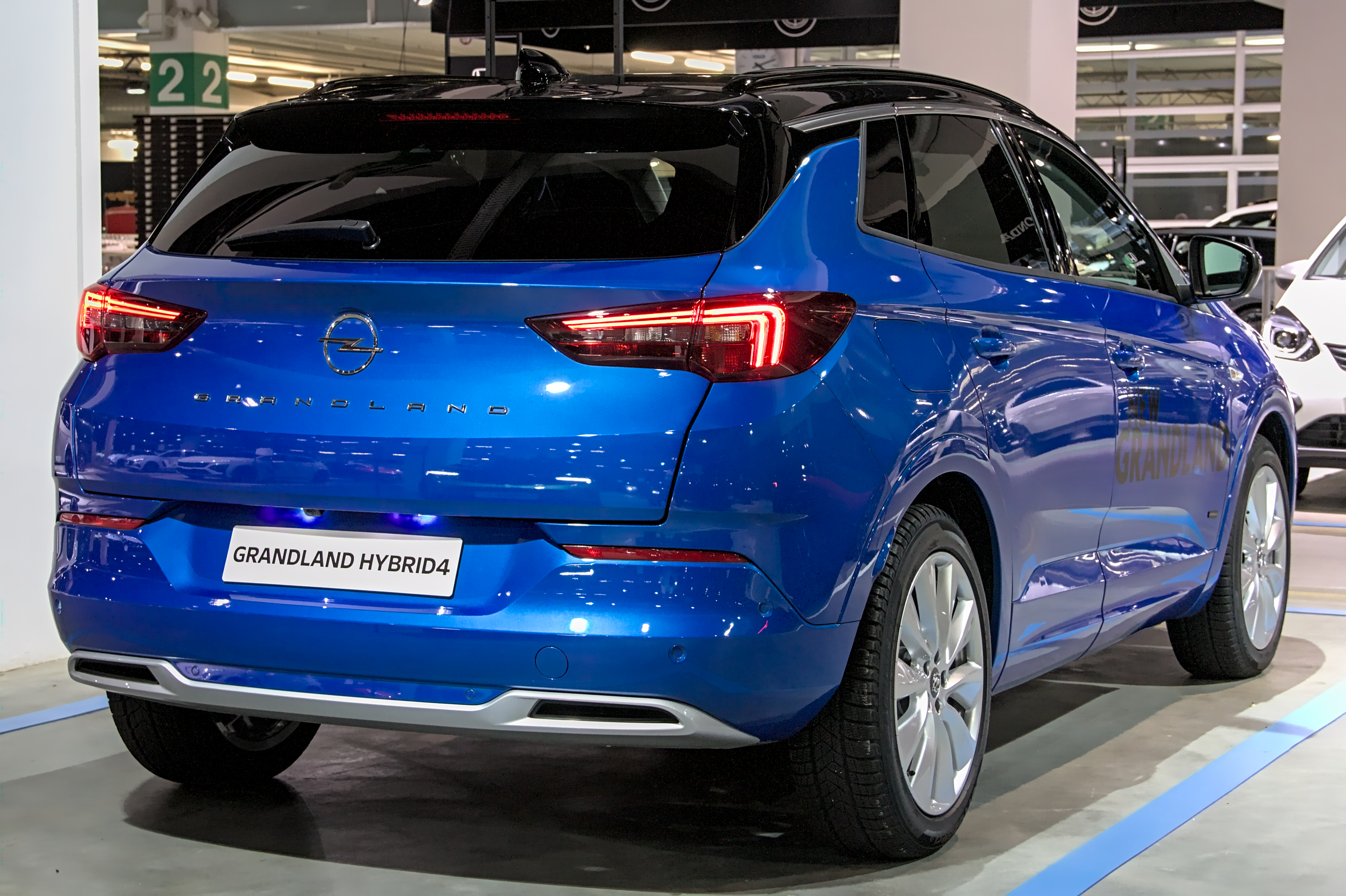
Vue de l'arrière.

### Caractéristiques techniques
Fruit de la collaboration entre GM et PSA débutée avant le rachat d'Opel par le groupe français, le Grandland X est basé sur la plateforme EMP2 du Groupe PSA servant notamment au Peugeot 3008, au Citroën C5 Aircross et au DS 7 Crossback.

#### Motorisations
Au lancement deux motorisations sont proposées : en essence le 1,2 litre PureTech 130 ch et en diesel le 1,6 litre Ecotec (BlueHDi chez PSA) 120 ch. À l'avenir seront proposés en essence le 1,2 litre PureTech 155 ch et le 1,6 litre THP 180 ch. En diesel sera disponible le 2 litres Ecotec 177 ch.
Le 13 mai 2019, Opel présente une version hybride rechargeable Grandland GSe (Grand Sport Einspritzung). Cette version se compose d'un bloc essence 1,6 L PureTech de 200 ch, aidé par deux moteurs électriques de 110 ch à l'avant et 113 ch à l'arrière pour une puissance cumulée de 300 ch. Cette version permet de proposer une transmission intégrale au Grandland X.
Essence
| Données constructeur mars 2018 | 1,2 L PureTech 130 ch          | 1,2 L PureTech 130 ch          | 1,6 L PureTech 180 ch          |
| ------------------------------ | ------------------------------ | ------------------------------ | ------------------------------ |
| Moteur                         | 3-cylindres en ligne (type EB) | 3-cylindres en ligne (type EB) | 4-cylindres en ligne (type EP) |
| Admission                      | Turbocompressé                 | Turbocompressé                 | Turbocompressé                 |
| Cylindrée (cm3)                | 1 199                          | 1 199                          | 1 598                          |
| Puissance administrative (CV)  | 7                              | 7                              |                                |
| Puissance maximale ch (kW)     | 130 (96)                       | 130 (96)                       | 180 (134)                      |
| au régime de (tr/min)          | 5 500                          | 5 500                          |                                |
| Couple maximal (N m)           | 230                            | 230                            |                                |
| au régime de (tr/min)          | 1 750                          | 1 750                          |                                |
| Boîte de vitesses              | Manuelle 6 rapports (BVM6)     | Automatique 8 rapports (BVA8)  | Automatique 8 rapports (BVA8)  |
| Transmission                   | Traction                       | Traction                       | Traction                       |
| Vitesse maximale (km/h)        | 188                            | 188                            |                                |
| 0-100 km/h (s)                 | 11,1                           | 10,9                           |                                |
| Consommation (L/100 km)        | 6,0/4,5/5,1                    | 6,3/4,7/5,2                    |                                |
| Émissions de CO2 (g/km)        | 117                            | 120                            |                                |
| Masse à vide (kg)              | 1 353                          | 1 370                          |                                |
| Capacité du réservoir (L)      | 53                             | 53                             |                                |
| Norme environnementale         | Euro 6                         | Euro 6                         | Euro 6                         |

Diesel
| Données constructeur mars 2018 | 1,6 L Ecotec D 120 ch              | 1,6 L Ecotec D 120 ch              | 2,0 L CDTI 177 ch              |
| ------------------------------ | ---------------------------------- | ---------------------------------- | ------------------------------ |
| Moteur                         | 4-cylindres en ligne (type DV/DLD) | 4-cylindres en ligne (type DV/DLD) | 4-cylindres en ligne (type DW) |
| Admission                      | Turbocompressé                     | Turbocompressé                     | Turbocompressé                 |
| Cylindrée (cm3)                | 1 560                              | 1 560                              | 1 997                          |
| Puissance administrative (CV)  | 6                                  | 6                                  | 9                              |
| Puissance maximale ch (kW)     | 120 (88)                           | 120 (88)                           | 177 (130)                      |
| au régime de (tr/min)          | 3 500                              | 3 500                              | 3 750                          |
| Couple maximal (N m)           | 300                                | 300                                | 400                            |
| au régime de (tr/min)          | 1 750                              | 1 750                              | 2 000                          |
| Boîte de vitesses              | Manuelle 6 rapports (BVM6)         | Automatique 6 rapports (BVA6)      | Automatique 8 rapports (BVA8)  |
| Transmission                   | Traction                           | Traction                           | Traction                       |
| Vitesse maximale (km/h)        | 189                                | 185                                | 214                            |
| 0-100 km/h (s)                 | 11,8                               | 12,2                               | 9,1                            |
| Consommation (L/100 km)        | 4,7/3,5/4,0                        | 4,9/4,0/4,3                        | 5,3/4,6/4,9                    |
| Émissions de CO2 (g/km)        | 104                                | 112                                | 128                            |
| Masse à vide (kg)              | 1 395                              | 1 430                              | 1 575                          |
| Capacité du réservoir (L)      | 53                                 | 53                                 | 53                             |
| Norme environnementale         | Euro 6                             | Euro 6                             | Euro 6                         |

Hybride rechargeable
|                               | Hybrid4 300                                                                      | Hybrid 225                                                    |
| ----------------------------- | -------------------------------------------------------------------------------- | ------------------------------------------------------------- |
| Moteur                        | 4-cylindres en ligne + électrique                                                | 4-cylindres en ligne + électrique                             |
| Admission                     | Turbocompressé                                                                   | Turbocompressé                                                |
| Cylindrée (cm3)               | 1 598                                                                            | 1 598                                                         |
| Puissance maximale ch (kW)    | Essence : 200 Électrique : avant 110 (81) + arrière 113 (91) Cumulée : 300 (224) | Essence : 180 Électrique : avant 110 (81) Cumulée : 225 (165) |
| au régime de (tr/min)         | 6 000                                                                            | 6 000                                                         |
| Couple maximal (N m)          | 300                                                                              | 300                                                           |
| au régime de (tr/min)         | 3 000                                                                            | 3 000                                                         |
| Boîte de vitesses             | Automatique 8 rapports                                                           | Automatique 8 rapports                                        |
| Transmission                  | Intégrale                                                                        | Traction                                                      |
| Capacité de la batterie (kWh) | 13,2                                                                             | 13,2                                                          |
| Autonomie électrique (km)     | 50                                                                               | 57                                                            |
| Vitesse maximale (km/h)       | 235                                                                              | 225                                                           |
| 0-100 km/h (s)                | 6,1                                                                              | 8,9                                                           |
| Consommation (L/100 km)       | 1,6                                                                              | 1,7                                                           |
| Émissions de CO2 (g/km)       | 36                                                                               | 37                                                            |
| Masse à vide (kg)             | 1 885                                                                            | 1 885                                                         |
| Capacité du réservoir (L)     | 43                                                                               | 43                                                            |
| Norme environnementale        | Euro 6-d temp                                                                    | Euro 6-d temp                                                 |

### Finitions
Voici la liste des finitions de l'Opel Grandland[réf. nécessaire]:
- Edition :
  - Caméra Opel Eye, régulateur / limiteur de vitesse, pack visibilité, climatisation automatique bi-zone, verrouillage centralisé, sièges confort, R 4.0 IntelliLink
- Innovation (Edition +) :
  - Caméra Opel Eye avec fonctions étendues, aide au stationnement avant et arrière, volant cuir, poignées de porte avec insert chromé, hayon motorisé avec ouverture mains libres
- Ultimate (Innovation +) :
  - Phares LED adaptatifs directionnels AFL, caméra 360°, Jantes alliage 18 pouces, 5 doubles branches, aide au stationnement avancée, pack cuir Siena noir, sièges avant et volant chauffants, Navi 5.0 IntelliLink

- Opel 2020 (Edition +) :
  - Caméra de recul, aide au stationnement avant/arrière, phares/essuie-glaces/feux de route/climatisation automatiques, jantes 18 pouces, toits et rétros peints noir, vitres arrière et lunettes surteintées[13]

## Seconde génération
La seconde génération du Grandland est produite  à partir de 2024.

### Présentation
L'Opel Grandland II est présenté le 23 avril 2024.
Il adopte la calandre nouvelle calandre Vizor comme les derniers modèles de la gamme Opel.

### Caractéristiques techniques
Le Grandland repose sur la plate-forme technique STLA Medium (évolution de la plate-forme EMP2) du groupe Stellantis, que l'on retrouve notamment sur ses cousines françaises Peugeot (3008, 5008).

#### Motorisations
Le Grandland ne reçoit pas de moteurs diesel, ni de moteurs essence classiques sans hybridation, mais est doté de motorisations hybrides, hybrides rechargeables ou électriques. Ces dernières sont dotées de batteries fabriquées en France dans la gigafactory Automotive Cells Company de Billy-Berclau.

### Finitions
Le Grandland reçoit deux finitions:
- Edition :
  - accès et démarrage sans clé
  - aide au démarrage en côte
  - Apple CarPlay et Android Auto sans fil
  - bloc d'instrumentation numérique de 10 pouces
  - climatisation automatique bizone
  - écran tactile central de 10 pouces
  - jantes de 19 pouces
  - phares et essuie-glaces automatiques
  - plancher de coffre modulable
  - régulateur/limiteur de vitesse
  - vitres et rétroviseurs électriques

- GS (Edition +) :
  - amortissement sélectif (sur versions électriques)
  - calandre lumineuse
  - caméra de recul à 180°
  - écran central tactile de 16 pouces
  - jantes de 19 pouces diamantées noires
  - navigation connectée via TomTom
  - phares Matrix IntelliLux LED Pixel HD
  - recharge de smartphone par induction
  - sièges avant chauffants
  - vitres AR surteintées